# Генк Муді
Генрі Джеймс «Генк» Муді (англ. Henry James «Hank» Moody) — головний герой американського телесеріалу «Californication». Роль Генка Муді виконує американський актор Девід Духовни.

## Біографія
Виріс в Гренд-Репідс, невеликому містечку в штаті Мічиган. 1985 переїхав до Атланти — столиці штату Джорджія. Він виріс в католицькій сім'ї, відвідував церкву та приходську школу. Після школи Генк вступив до коледжу й став, ігноруючи Бога, вести «безглузде божевільне життя», що призвело до виключення з коледжу. Генк влаштовується на роботу. Ті часи він описує як «буденність у найкращому своєму прояві» (mediocrity at its finest). З часом він відкрив у собі письменника. Деякий час він жив у Нью-Йорку, там залишився його батько. Генк написав декілька книг, які стали бестселерами: «South of Heaven» («Південь раю»), «Seasons in the Abyss» («Сезони в безодні») та «God Hates Us All» («Бог ненавидить нас всіх»). Незабаром після видання першої книги Генк познайомився з Карен в нью-йоркському клубі «CBGB» (Country, Blue Grass, and Blues).
Останній роман Генка «Бог ненавидить нас всіх» вирішили екранізувати в Лос-Анджелесі. Вся сім'я зірвалася з насидженого місця й вирушила на зустріч «американській мрії». Але для Генка Муді Місто янголів обернулося на справжнє пекло.
Постійно палить. Часто палить марихуану. Постійно лихословить. Якщо йде в гості з пляшкою вина, то обов'язково відпиває з неї. До подій серіалу вважав шлюб безглуздою формальністю, але до першого серйозного розриву з Карен він їй не зраджував. «Ходяча спонтанність» за словами Карен. Тодд Карр назвав найголовнішим ворогом Генка його самого, й Генк це визнав.
Є старомодним у своїх звичках — при письмі віддає перевагу лише друкарській машинці, друкує двома пальцями, за єдиним винятком — блог він одразу пише на комп'ютері.
Батько — Ел Муді. Мати на час подій, змальованих в сезоні, вже померла. Генк звинувачував в її смерті батька та його безладні сексуальні зв'язки. Є принаймні дві сестри, які мешкають в Нью-Йорку, але їхні імена в серіалі не згадуються.
Прототипом Генка Муді є головний герой автобіографічних книг Чарльза Буковскі — Генрі Чінаскі (Henry Chinaski). Генрі «Генк» Чінаскі — альтер-его самого Буковськи. «He is a consummate anti-hero: a misanthropic alcoholic who drifts from job to job and woman to woman» («Він — закінчений антигерой: мізантропічний алкоголік, який дрейфує від роботи до роботи, від жінки до жінки»).
В дев'ятій серії першого сезону Карен згадує про Буковскі як про одного з найулюбленіших своїх письменників. Пізніше, на 17:37 хв., Карен читає збірник поезії Буковскі «Sifting Through the Madness for the Word, the Line, the Way» (2003), виданий за 9 років по його смерті.

В 3-му епізоді 1-ого сезону Мередіт (Емі Прайс-Френсіс) каже про Генка:
Так от… Думаю, що ти народився на Сході, напевно, в Джерсі. Ні, на Лонг-Айленді. Твій батько був з робітників — п'яничка та забіяка. Мати поступово змирилася зі своєю долею, й, поза тим, для своїх дітей вона хотіла кращого. Й це саме вона навчила тебе мріяти. В тебе є сестри, від них ти багато дізнався про дівчат. Ти був добрим до них, можливо навіть занадто добрим. Ти багато читав й тобі не посміхалося прожити все життя на одному місці. Ти втік до міста, яке ідеалізував, й виліпив з себе такого собі Макенерра для бідних.
Генк визнав, що більша частина цього — правда.

В п'ятому сезоні вона дає точнішу характеристику:
Ти багато п'єш. Мало пишеш. І єдине твоє виправдання — це спальня. Ти любиш жінок, але не любиш себе.
Раніше носив маленьку борідку (на зйомках фільму «Ця шалена штучка на ім'я — кохання»).

## Машина

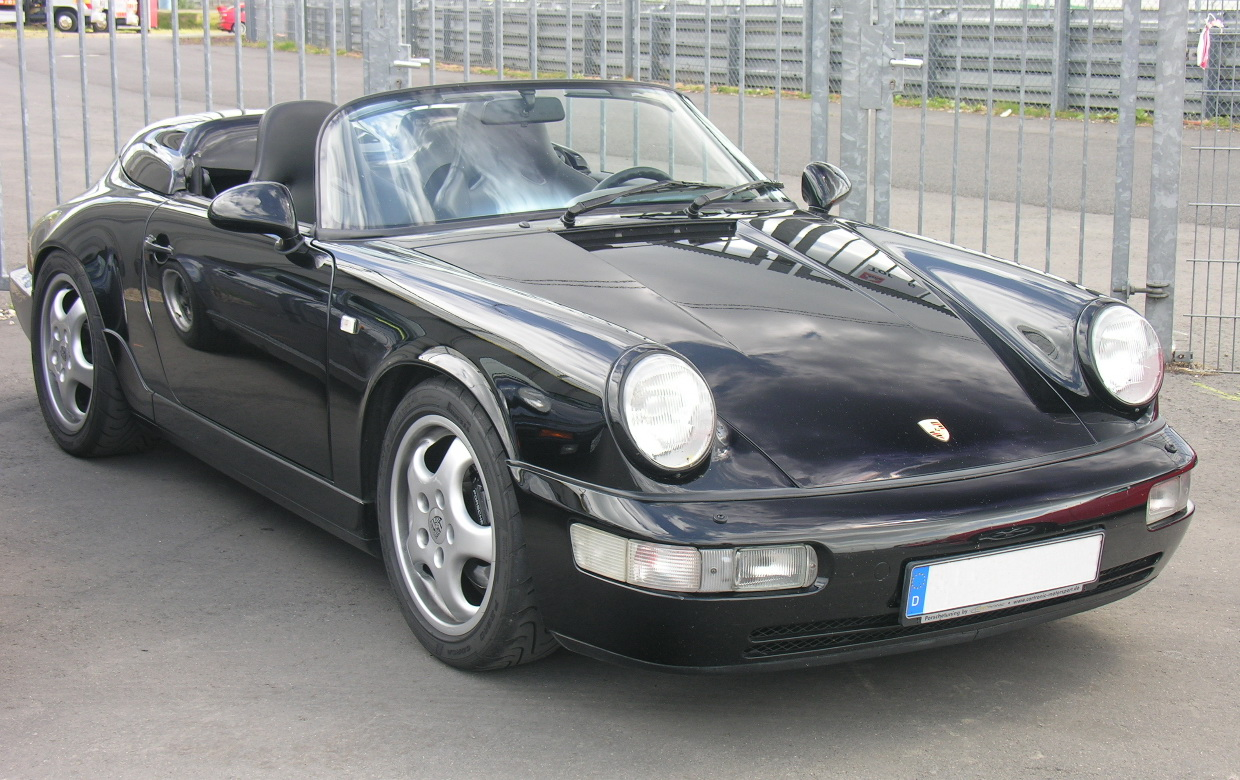
Кабріолет Porsche 964

В серіалі Генк водить кабріолет Porsche 964 1991 року з розбитою правою фарою, яку йому розбили в першій серії першого сезону. Автомобіль своїм брудним та запилюженим виглядом підкреслює характер героя.
В одному з епізодів Генк Муді купує новий кабріолет Porsche 911, але незабаром він знову повертається на попередній Porsche 964.
В четвертому сезоні Бекка розбиває автомобіль, внаслідок чого Генк купує новий. При цьому перед виїздом з автосалону він балонним ключем розбиває праву фару.

## Книги
Назви книг Генка Муді: «South of Heaven», «Seasons in the Abyss» та «God Hates Us All» — відповідають назвам альбомів американського треш-метал гурту «Slayer».
Роман «God Hates Us All» [Архівовано 16 січня 2010 у Wayback Machine.] опубліковано Simon & Schuster 2009 року.
Також, в 5 сезоні виходить книга під назвою «Californication».